# برن‌اوت پارادایس
بِرن‌اوت پارادایس (به انگلیسی: Burnout Paradise) یک بازی ویدئویی مسابقه‌ای جهان باز ساخته شده توسط شرکت کرایتریون و منتشر شده توسط شرکت الکترونیک آرتس برای کنسول های پلی‌استیشن ۳، اکس‌باکس ۳۶۰ و مایکروسافت ویندوز می باشد. این بازی جزو فهرست برترین عناوین پلی‌استیشن و درجه پلاتینیوم برای اکس باکس را بدست آورد. نام بهشت در عنوان این بازی برگرفته از شهر ساختگی در جهان باز این بازی با عنوان "شهر بهشت" می باشد. این بازی قابلیت اجرای چندین نوع مسابقه را دارد که در حالت آنلاین قابلیت دزد و پلیس نیز به این حالت ها اضافه می شود. این بازی مجدداً برای پلتفرم پلی‌استیشن ۴ و اکس‌باکس وان ساخته شد.